# Alper Ulusoy
Alper Ulusoy (* 5. Oktober 1981 in Izmir) ist ein türkischer Fußballschiedsrichter.

## Werdegang
Sein Debüt in der höchsten türkischen Fußballliga, der Süper Lig, gab Ulusoy am 20. Oktober 2002; er war Schiedsrichterassistent in der Begegnung MKE Ankaragücü gegen Bursaspor (4:0). Sein Debüt als Schiedsrichter gab er am 28. September 2014 in der Begegnung Gençlerbirliği Ankara gegen Balıkesirspor (3:1).
Ulusoy ist Schiedsrichter seit 2001 und war eine lange Zeit als Schiedsrichterassistent in den türkischen Ligen unterwegs. Er ist für die Provinz Izmir aktiv.
Im April 2024 wurde Ulusoy als Videoschiedsrichter für die Europameisterschaft 2024 in Deutschland nominiert.
Von Beruf ist er Architekt.